# De vergissing
De vergissing is een hoorspel in twee delen van Horst Bieber. Das Irrtum werd op 3 augustus 1986 uitgezonden door de Westdeutscher Rundfunk. Anita Gundlach zorgde voor de bewerking en Marijke Mous voor de vertaling. De regisseur was Hero Muller.

## Delen
- Deel 1 (duur: 25 minuten)
- Deel 2 (30 minuten)

## Rolbezetting
- Pollo Hamburger (Max Scherold)
- Mariëlle Fiolet (Christine Paulsen)
- Ciska Beaudoux (Uta Klinger)
- Rudi Falkenhagen (inspecteur Wohlleben)
- Olaf Wijnants (Rudi Ammert)

## Inhoud
De architect Max Scherold is zwaar getroffen door het noodlot: tien maanden geleden werd zijn vrouw Marianne dood aangetroffen en uit het huis waren elf waardevolle schilderijen verdwenen; een half jaar later werd zijn dochter Heike gewurgd. Van de daders, of van de dader, net als van de schilderijen, ontbreekt sindsdien elk spoor. Bij de recherche neemt een nieuwe ploeg de dubbele moord over en commissaris Wohlleben waagt het, eens omgekeerd te denken en niet achter de klaarblijkelijke roofmoord op Marianne Scherold aan te zitten, maar naar een motief voor de moord op de dochter Heike te zoeken. Heikes karakter levert hem eindelijk de sleutel voor een vreselijke vergissing…